# Buongoverno

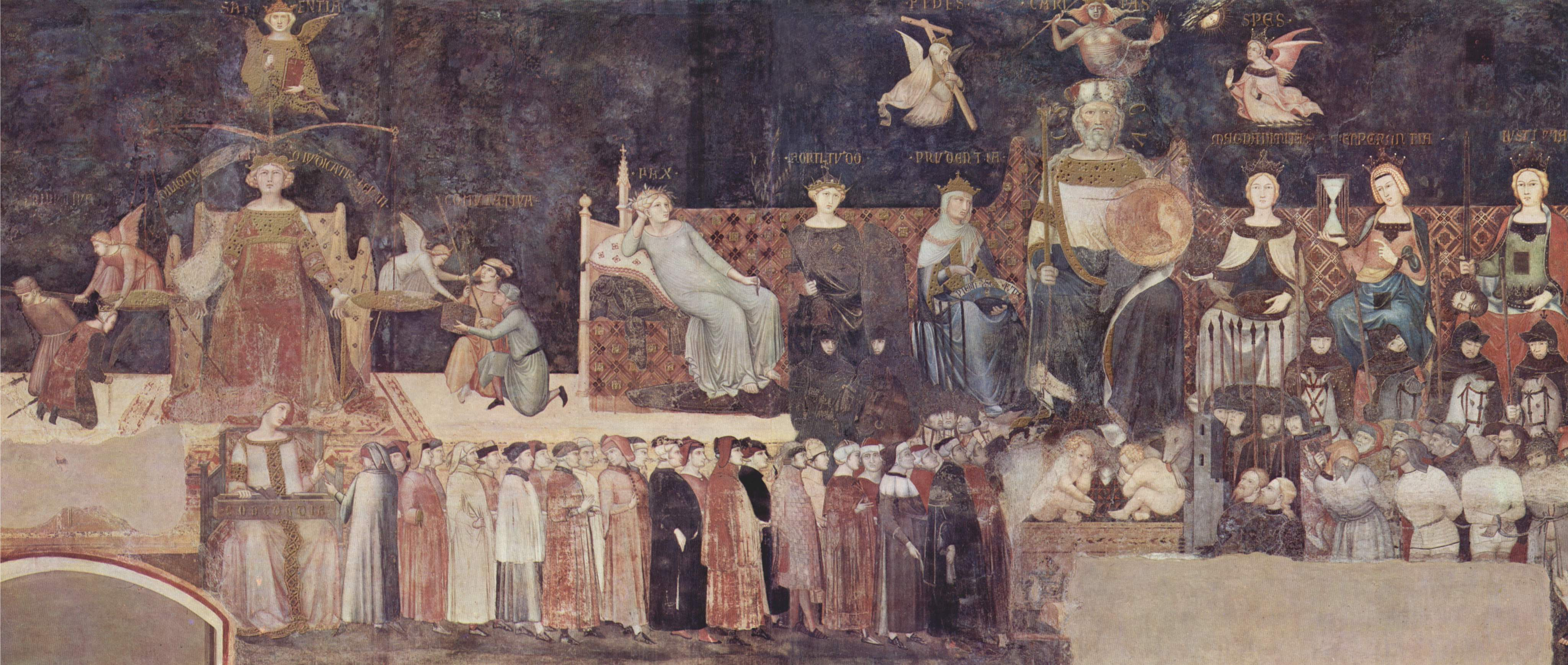
Allegoria del Buongoverno, Ambrogio Lorenzetti, Siena 1338-1339

Nello sviluppo internazionale, il buongoverno è un modo di misurare come le istituzioni pubbliche conducono gli affari pubblici e gestiscono le risorse pubbliche in modo preferenziale, assicurando che i compiti pubblici siano svolti con competenza e nell’interesse dell’intera popolazione. Per governare s'intende, in breve "il processo decisionale attraverso il quale le decisioni sono attuate o meno". Il buongoverno può applicarsi in questo contesto alla governance aziendale, nazionale, internazionale o locale, nonché alle interazioni tra altri settori della società svolto in maniera reale o utopica.
Il concetto di buongoverno emerge così anche come un modello per confrontare economie o corpi politici inefficaci: il termine infatti è incentrato sulla responsabilità dei governi e degli organi di governo di soddisfare i bisogni delle masse in opposizione a gruppi selezionati nella società. Poiché i paesi spesso con un maggior successo sono Stati liberaldemocratici, concentrati in Europa e nelle Americhe, gli standard di buongoverno spesso misurano le istituzioni di altri stati rispetto a questi ultimi. Tra le principali caratteristiche che presenta si distinguono il decentramento amministrativo, la democratizzazione, l'anticorruzione, l'investimento nello sviluppo delle materie prime e dei diritti umani: diviene così sinonimo di welfare, carattere di ordine, progresso e armonia tra i cittadini.

## Affari internazionali
Negli affari internazionali, l'analisi del buon governo può concernere una qualsiasi delle seguenti relazioni:
- tra governi e mercati
- tra governi e cittadini
- tra i governi e il settore privato o del volontariato
- tra funzionari eletti e funzionari nominati
- tra governo e organizzazioni della società civile (OSC)

I diversi tipi di confronto che compongono l'analisi della governance nella discussione scolastica e pratica possono far sì che il significato di buongoverno vari notevolmente da contesto a contesto.

## Settori aziendali
Negli affari aziendali, il buongoverno può essere osservato in una qualsiasi delle seguenti relazioni:
- tra la direzione e la gestione aziendale, fatto questo che coinvolgeva negli anni passati soprattutto il team di medio-management;
- tra la direzione e gli standard dei dipendenti, segno di partnership  diretta tra gli impiegati e il presidente stesso, e che diffidi dal presentare quindi contenuti formativi staccati dalla realtà, ma un intervento che acceleri i meccanismi di crescita e di integrazione del team;
- tra la direzione e la corruzione sul posto di lavoro

Il significato di buongoverno nei settori aziendali varia da un attore all'altro; a questo proposito, è stata anche emanata una legislazione nel tentativo di influenzare il buon governo negli affari aziendali. Ad esempio, negli Stati Uniti il Sarbanes-Oxley Act del 2002 ha stabilito i requisiti che le aziende devono seguire. Anche il whistleblowing è stato ampiamente utilizzato dalle aziende per evitare la corruzione e le attività fraudolente.

## Governi nazionali
Il buon governo nel contesto degli Stati è un termine estremamente ampio ed, a questo proposito, è difficile trovare una definizione unica. Secondo il politologo americano Francis Fukuyama (2013), ci sono due dimensioni per classificare buona o cattiva un'amministrazione: la capacità dello Stato e l'autonomia della burocrazia. Fukuyama riconosce entrambe complementari, dunque nei contesti in cui lo Stato sia abile, per esempio attraverso la raccolta delle tasse, ci dovrebbe essere più autonomia dall'altra parte poiché i burocrati sono in grado di condurre bene le cose senza essere istruiti con un sacco di dettagli. Al contrario, nei paesi meno capaci sono auspicabili meno discrezione e più regole.
(Francis Fukuyama, Cos'è il governo)

Stemma del Ministero statunitense di salute, istruzione e benessere

Un altro modo di giudicare un buongoverno è attraverso i risultati. Dal momento che i governi perseguono obiettivi come la fornitura di beni pubblici ai propri cittadini, ci vorranno spese che si adeguino alle richieste dai cittadini stessi, come riguardo a sicurezza, salute, istruzione, acqua, l'esecuzione dei contratti, la protezione della proprietà, la protezione dell'ambiente e la loro capacità di votare e di ricevere salari equi.
Allo stesso modo, il concetto di buongoverno potrebbe essere approssimato con la fornitura di servizi pubblici in modo efficiente, pensando a dare maggiori possibilità a certi gruppi della popolazione come i poveri e le minoranze (tentativo dunque di contrastare il principio di Pareto); la garanzia che i cittadini abbiano la possibilità di controlli ed equilibri sul governo; il favoreggiamento della cosiddetta amministrazione trasparente, che consentirebbe ai cittadini di partecipare con maggiore facilità al processo decisionale con maggiore efficacia (si parla perciò di palazzo di vetro, riferendosi alla presenza diretta di cittadini comuni in assemblea); l'istituzione e l'applicazione di norme per la protezione dei cittadini e delle loro proprietà e l'esistenza di sistemi giudiziari indipendenti: in Italia, ad esempio, l'autonomia della magistratura è disciplinata dall'articolo 104 della Costituzione.
Già Platone nella sua Settima Lettera al tiranno Dione di Siracusa tracciava i parametri di un governo ideale: il governante dispotico, preferibilmente un re filosofo illuminato, avrebbe dovuto agire non per il bene personale ma a favore della collettività. Si sarebbe così trovata una coinciliazione tra "il ragionamento virtuoso dell'utile, il buono ed il giusto". Il tiranno non avrebbe mai permesso la condanna di un innocente (come successo con il maestro di questi, Socrate) ma soltanto attraverso un lungo e riflessivo processo.
Il professore universitario Robert Lawson, nella sua opera "La qualità del governo: corruzione, fiducia sociale e disuguaglianza nella prospettiva internazionale"         (2013), rifacendosi al filosofo greco, collega il buongoverno all'imparzialità, concetto a parer suo fondamentalmente quando i burocrati svolgono i loro compiti seguendo l'interesse pubblico piuttosto che il loro interesse personale.

## Amministrazioni locali
Si stima che una buona gestione sia utile soprattutto nei dipartimenti locali come regioni, provincie e comuni. In particolare si dovrebbe cercare di instaurare un clima di mediazione tra i cittadini ed il governo locale, attraverso:
- La formazione di cittadini eticamente e professionalmente, dotati di un alto livello di autostima che porti all'emergere di risorse latenti e ad appropriarsi del proprio potenziale (equiparabile all'espressione inglese empowerment)[22];
- Consigli di quartiere, sorta di consulte territoriali cui sono affidate funzioni consultive, propositive e di promozione di cittadinanza attiva per favorire la partecipazione civica ed un diretto controllo dell'Amministrazione svolto dai cittadini[23];
- Consigli di comunità, che si occupano di attività socio-assistenziali, edilizia abitativa e diritto allo studio, oltre alle competenze riconosciute in materia urbanistica. Queste sono particolarmente frequenti in situazioni di ampia autonomia amministrativa (un esempio è il Trentino Alto Adige) in cui si raggruppano diversi comuni.[24]

La formazione di altre istituzioni varia dal luogo o dalla composizione dei cittadini.

## Ambito scientifico
Prima che ci possa essere una sperimentazione scientifica, si deve avere l'attestazione che questa sia morale e pratica. A molte fondazioni di ricerca come SPICE     (Iniezione di particelle stratosferiche per l'ingegneria climatica), un progetto di geoingegneria attivo nel Regno Unito, è stato richiesto di passare attraverso fasi di valutazione prima che i test potessero essere condotti se volevano essere finanziati dalle parti interessate. In un esperimento del 2011 sulle radiazioni solari, è stata necessaria l'iniezione di aerosol di zolfo stratosferico nell'atmosfera terrestre. I criteri necessari prima di eseguire l'esperimento includevano i seguenti: identificare i rischi sicuri e principali, la conformità ai regolamenti pertinenti, le applicazioni future e gli impatti su clima e cittadinanza, i meccanismi messi in atto per rivederli alla luce delle nuove informazioni, il fatto che parti interessate dovessero essere prese in considerazione. In sostanza, prima che la ricerca possa essere condotta nel campo della geoingegneria, deve essere esaminata con una commissione imparziale (che farebbe dunque le veci di buon governo) per garantire che i test non siano dannosi per l'ambiente e per cercare di evitare tutti i possibili rischi.

## Critiche
Secondo la studiosa Sam Agere, "lo spazio discrezionale lasciato dalla mancanza di un ambito chiaro e ben definito per ciò che comprende la gestione permette agli utenti di scegliere liberamente e impostare i propri parametri". Nel volume Contestando il "buon" governo, Eva Poluha e Mona Rosendahl contestano gli standard comuni alla democrazie occidentali come misure di buon funzionamento del governo.